# Wahlkreis Schwalm-Eder I
Der Wahlkreis Schwalm-Eder I (Wahlkreis 7) ist ein Landtagswahlkreis, der überwiegend im hessischen Schwalm-Eder-Kreis liegt. Der Wahlkreis umfasst die im Norden dieses Kreises gelegenen Städte und Gemeinden Edermünde, Felsberg, Gudensberg, Guxhagen, Körle, Malsfeld, Melsungen, Morschen, Niedenstein, Spangenberg und Wabern, sowie – seit der Landtagswahl 2023 – die Gemeinden Bad Emstal und Schauenburg des Landkreises Kassel.
Wahlberechtigt waren bei der letzten Landtagswahl 72.235 der rund 91.000 Einwohner des Wahlkreises. Der Wahlkreis gilt als SPD-Hochburg.
Der Wahlkreis wurde in seiner bis zur Landtagswahl 2018 gültigen Zusammensetzung am 1. Januar 1983 geschaffen. Bis dahin gehörten Edermünde, Fritzlar, Gudensberg, Niedenstein und Wabern zum Wahlkreis 9 sowie Felsberg, Guxhagen, Körle, Malsfeld, Melsungen, Morschen und Spangenberg zum Wahlkreis 6.
Bei der 2022 beschlossenen Wahlkreisreform wurde die Stadt Fritzlar dem Wahlkreis 6, Waldeck-Frankenberg II, zugeordnet. Im Gegenzug erhielt der Wahlkreis Schwalm-Eder I die Gemeinden Bad Emstal – zuvor Wahlkreis 1, Kassel-Land I – und Schauenburg – zuvor Wahlkreis 2, Kassel-Land II – hinzu. Der neue Zuschnitt des Wahlkreises wurde bei der Landtagswahl 2023 erstmals angewendet.

## Wahl 2023
Hinweis: Wegen der Änderung des Wahlkreiszuschnittes wurde das für die Ermittlung der Gewinne und Verluste verwendete Vergleichsergebnis 2018 entsprechend umgerechnet:
| Landtagswahl in Hessen 2023 – WK Schwalm-Eder IZweitstimmen %3020100 28,3 %22,6 %21,3 %10,4 %5,5 %5,0 %2,4 %1,8 %2,7 % CDUSPDAfDGrüneFWFDPLinkeTierschutzSonst.Gewinne und Verlusteim Vergleich zu 2018 %p 10 8 6 4 2 0 −2 −4 −6 −8+7,1 %p−7,7 %p+8,5 %p−6,0 %p+1,2 %p−1,9 %p−2,6 %p+0,8 %p+0,6 %pCDUSPDAfDGrüneFWFDPLinkeTierschutzSonst. |

| Gegenstand der Nachweisung | Gegenstand der Nachweisung | Erst- stimmen | Erst- stimmen | Zweit- stimmen | Zweit- stimmen |
| Bewerber                   | Partei                     | Anzahl        | %             | Anzahl         | %              |
| -------------------------- | -------------------------- | ------------- | ------------- | -------------- | -------------- |
| Wahlberechtigte            | Wahlberechtigte            | 71.548        | 71.548        | 71.548         | 71.548         |
| Wähler                     | Wähler                     | 51.500        | 51.500        | 51.500         | 72,0           |
| Ungültige Stimmen          | Ungültige Stimmen          | 1.206         | 2,3           | 1.080          | 2,1            |
| Gültige Stimmen            | Gültige Stimmen            | 50.294        | 97,7          | 50.420         | 97,9           |
| davon                      |                            |               |               |                |                |
| Dominik Leyh               | CDU                        | 13.724        | 27,3          | 14.274         | 28,3           |
| Christoph Sippel           | GRÜNE                      | 5.011         | 10,0          | 5.226          | 10,4           |
| Günter Rudolph             | SPD                        | 13.243        | 26,3          | 11.376         | 22,6           |
| Renate Glaser              | AfD                        | 10.345        | 20,6          | 10.725         | 21,3           |
| Ralf-Urs Giesen            | FDP                        | 2.783         | 5,5           | 2.536          | 5,0            |
| Sebastian Schackert        | Die Linke                  | 1.502         | 3,0           | 1.185          | 2,4            |
| Martin Graefe              | Freie Wähler               | 3.686         | 7,3           | 2.787          | 5,5            |
|                            | Tierschutzpartei           |               |               | 926            | 1,8            |
|                            | Die PARTEI                 | 364           | 0,7           |                |                |
|                            | Piraten                    | 169           | 0,3           |                |                |
|                            | ÖDP                        | 78            | 0,2           |                |                |
|                            | P. f. schulm. Verjf.       | 33            | 0,1           |                |                |
|                            | V-Partei³                  | 129           | 0,3           |                |                |
|                            | PdH                        | 38            | 0,1           |                |                |
|                            | ABG                        | 86            | 0,2           |                |                |
|                            | APPD                       | 44            | 0,1           |                |                |
|                            | Basis                      | 163           | 0,3           |                |                |
|                            | DKP                        | 36            | 0,1           |                |                |
|                            | DIE NEUE MITTE             | 26            | 0,1           |                |                |
|                            | Volt                       | 146           | 0,3           |                |                |
|                            | Klimaliste                 | 73            | 0,1           |                |                |

Mit Dominik Leyh (CDU) konnte sich erstmals in der Geschichte des Wahlkreises ein Kandidat als direktgewählter Landtagsabgeordneter durchsetzen, der nicht der SPD angehört. Der langjährig direktgewählte Günter Rudolph verlor so sein Direktmandat, zog aber über die SPD-Landesliste in den neuen Landtag ein.

## Wahl 2018
| Gegenstand der Nachweisung | Gegenstand der Nachweisung | Wahlkreis- stimmen | Wahlkreis- stimmen | Landes- stimmen | Landes- stimmen |
| Kreiswahlbewerber/in       | Partei                     | Anzahl             | %                  | Anzahl          | %               |
| -------------------------- | -------------------------- | ------------------ | ------------------ | --------------- | --------------- |
| Wahlberechtigte            | Wahlberechtigte            | 70.812             | 100,0              | 70,812          | 100,0           |
| Wähler                     | Wähler                     | 50.010             | 70,6               | 50.010          | 70,6            |
| Ungültige Stimmen          | Ungültige Stimmen          | 1.519              | 3,0                | 1.481           | 3,0             |
| Gültige Stimmen            | Gültige Stimmen            | 48.491             | 100,0              | 48.529          | 100,0           |
| davon                      |                            |                    |                    |                 |                 |
| Mark Weinmeister           | CDU                        | 11.781             | 24,3               | 10.997          | 22,7            |
| Günter Rudolph             | SPD                        | 15.896             | 32,8               | 14.105          | 29,1            |
| Jörg Warlich               | GRÜNE                      | 6.627              | 13,7               | 7.952           | 16,4            |
| Hans-Joachim Böhme-Gingold | DIE LINKE                  | 2.124              | 4,4                | 2.326           | 4,8             |
| Ralf Urs-Giesen            | FDP                        | 3.289              | 6,8                | 3.336           | 6,9             |
| Renate Glaser              | AfD                        | 5.849              | 12,1               | 6.157           | 12,7            |
| Marcel Duve                | PIRATEN                    | x                  | x                  | 217             | 0,4             |
| Christoph Pohl             | FREIE WÄHLER               | 2.925              | 6,0                | 2.218           | 4,6             |
| –                          | NPD                        | x                  | x                  | 77              | 0,2             |
| –                          | Die PARTEI                 | x                  | x                  | 211             | 0,4             |
| –                          | ÖDP                        | x                  | x                  | 60              | 0,1             |
| –                          | Die Grauen                 | x                  | x                  | 80              | 0,2             |
| –                          | BüSo                       | x                  | x                  | 4               | 0,0             |
| –                          | AD-Demokraten              | x                  | x                  | 23              | 0,0             |
| –                          | Bündnis C                  | x                  | x                  | 54              | 0,1             |
| –                          | BGE                        | x                  | x                  | 56              | 0,1             |
| –                          | Die Violetten              | x                  | x                  | 34              | 0,1             |
| –                          | LKR                        | x                  | x                  | 16              | 0,0             |
| –                          | Menschliche Welt           | x                  | x                  | 14              | 0,0             |
| –                          | Humanisten                 | x                  | x                  | 19              | 0,0             |
| –                          | Gesundheitsforschung       | x                  | x                  | 79              | 0,2             |
| –                          | Tierschutzpartei           | x                  | x                  | 456             | 0,9             |
| –                          | V-Partei³                  | x                  | x                  | 38              | 0,1             |

Der Wahlkreis wird im Landtag durch den direkt gewählten Wahlkreisabgeordneten Günter Rudolph (SPD), der dem Parlament seit 1995 angehört, vertreten. Der CDU-Kandidat Mark Weinmeister schaffte im Gegensatz zur Wahl 2013 aufgrund der Verluste seiner Partei bei dieser Wahl nicht den Sprung in das Parlament.

## Wahl 2013
| Gegenstand der Nachweisung | Gegenstand der Nachweisung | Wahlkreis- stimmen | Wahlkreis- stimmen | Landes- stimmen | Landes- stimmen |
| Kreiswahlbewerber/in       | Partei                     | Anzahl             | %                  | Anzahl          | %               |
| -------------------------- | -------------------------- | ------------------ | ------------------ | --------------- | --------------- |
| Wahlberechtigte            | Wahlberechtigte            | 71.454             | 100,0              | 71.454          | 100,0           |
| Wähler                     | Wähler                     | 55.128             | 77,2               | 55.128          | 77,2            |
| Ungültige Stimmen          | Ungültige Stimmen          | 2.034              | 3,7                | 1.817           | 3,3             |
| Gültige Stimmen            | Gültige Stimmen            | 53.094             | 100,0              | 53.311          | 100,0           |
| davon                      |                            |                    |                    |                 |                 |
| Mark Weinmeister           | CDU                        | 18.337             | 34,5               | 16.902          | 31,7            |
| Günter Rudolph             | SPD                        | 24.156             | 45,5               | 22.200          | 41,6            |
| Nils Weigand               | FDP                        | 1.716              | 3,2                | 2.213           | 4,2             |
| Bettina Hoffmann           | GRÜNE                      | 3.824              | 7,2                | 4.666           | 8,8             |
| Hans-Joachim Böhme-Gingold | DIE LINKE                  | 2.389              | 4,5                | 2.454           | 4,6             |
| Markus Opitz               | FREIE WÄHLER               | 1.753              | 3,3                | 956             | 1,8             |
|                            | NPD                        | x                  | x                  | 536             | 1,0             |
|                            | REP                        | x                  | x                  | 66              | 0,1             |
| Marcel Duve                | PIRATEN                    | 919                | 1,7                | 817             | 1,5             |
|                            | BüSo                       | x                  | x                  | 16              | 0,0             |
|                            | ADd                        | x                  | x                  | 58              | 0,1             |
|                            | Die Grauen                 | x                  | x                  | 25              | 0,0             |
|                            | AfD                        | x                  | x                  | 2.073           | 3,9             |
|                            | AVIP                       | x                  | x                  | 52              | 0,1             |
|                            | LUPe                       | x                  | x                  | 6               | 0,0             |
|                            | ÖDP                        | x                  | x                  | 49              | 0,1             |
|                            | Die PARTEI                 | x                  | x                  | 205             | 0,4             |
|                            | PSG                        | x                  | x                  | 17              | 0,0             |

Neben Günter Rudolph (SPD) als Gewinner des Direktmandats ist aus dem Wahlkreis noch Mark Weinmeister (CDU) über die Landesliste in den Landtag eingezogen.

## Wahl 2009
|                            | Partei            | Wahlkreis- stimmen | Wahlkreis- stimmen | Landes- stimmen | Landes- stimmen |
| Anzahl                     | Partei            | %                  | Anzahl             | %               |                 |
| -------------------------- | ----------------- | ------------------ | ------------------ | --------------- | --------------- |
| Wahlberechtigte            | Wahlberechtigte   | 72.235             | 100,0              | 72.235          | 100,0           |
| Wähler                     | Wähler            | 46.142             | 63,9               | 46.142          | 63,9            |
| Ungültige Stimmen          | Ungültige Stimmen | 2.250              | 4,9                | 2.079           | 4,5             |
| Gültige Stimmen            | Gültige Stimmen   | 43.892             | 100,0              | 44.063          | 100,0           |
| davon                      |                   |                    |                    |                 |                 |
| Mark Weinmeister           | CDU               | 13.786             | 31,4               | 13.151          | 29,8            |
| Günter Rudolph             | SPD               | 17.980             | 41,0               | 16.393          | 37,2            |
| Dieter Posch               | FDP               | 6.139              | 14,0               | 6.559           | 14,9            |
| Bettina Hoffmann           | GRÜNE             | 3.585              | 8,2                | 4.306           | 9,8             |
| Hans-Joachim Böhme-Gingold | LINKE             | 1.992              | 4,5                | 2.207           | 5,0             |
|                            | REP               | –                  | –                  | 109             | 0,2             |
|                            | FREIE WÄHLER      | –                  | –                  | 731             | 1,7             |
| Gerald Wißler              | NPD               | 410                | 0,9                | 362             | 0,8             |
|                            | PIRATEN           | –                  | –                  | 194             | 0,4             |
|                            | BüSo              | –                  | –                  | 51              | 0,1             |

Neben Günter Rudolph als Gewinner des Direktmandats ist aus dem Wahlkreis noch Dieter Posch über die Landesliste in den Landtag eingezogen.

## Wahl 2008
|                            | Partei               | Wahlkreis- stimmen | Wahlkreis- stimmen | Landes- stimmen | Landes- stimmen |
| Anzahl                     | Partei               | %                  | Anzahl             | %               |                 |
| -------------------------- | -------------------- | ------------------ | ------------------ | --------------- | --------------- |
| Wahlberechtigte            | Wahlberechtigte      | 72.292             | 100,0              | 72.292          | 100,0           |
| Wähler                     | Wähler               | 49.451             | 68,4               | 49.451          | 68,4            |
| Ungültige Stimmen          | Ungültige Stimmen    | 1.836              | 3,7                | 1.712           | 3,5             |
| Gültige Stimmen            | Gültige Stimmen      | 47.615             | 100,0              | 47.739          | 100,0           |
| davon                      |                      |                    |                    |                 |                 |
| Mark Weinmeister           | CDU                  | 13.050             | 27,4               | 12.991          | 27,2            |
| Günter Rudolph             | SPD                  | 22.779             | 47,8               | 22.921          | 48,0            |
| Bettina Hoffmann           | GRÜNE                | 2.890              | 6,1                | 2.697           | 5,6             |
| Dieter Posch               | FDP                  | 4.403              | 9,2                | 4.336           | 9,1             |
| Martin Orf                 | REP                  | 409                | 0,9                | 300             | 0,6             |
|                            | Die Tierschutzpartei | –                  | –                  | 262             | 0,5             |
|                            | BüSo                 | –                  | –                  | 9               | 0,0             |
|                            | PSG                  | –                  | –                  | 17              | 0,0             |
| Rainer Völker              | Volksabstimmung      | 108                | 0,2                | 80              | 0,2             |
|                            | GRAUE                | –                  | –                  | 56              | 0,1             |
| Hans-Joachim Böhme-Gingold | LINKE                | 2.153              | 4,5                | 2.669           | 5,6             |
|                            | Die Violetten        | –                  | –                  | 32              | 0,1             |
|                            | FAMILIE              | –                  | –                  | 145             | 0,3             |
| Lothar Kothe               | FREIE WÄHLER         | 1.440              | 3,0                | 746             | 1,6             |
| David Giesler              | NPD                  | 383                | 0,8                | 402             | 0,8             |
|                            | PIRATEN              | –                  | –                  | 56              | 0,1             |
|                            | UB                   | –                  | –                  | 20              | 0,0             |

## Wahl 2003
|                   | Partei               | Wahlkreis- stimmen | Wahlkreis- stimmen | Landes- stimmen | Landes- stimmen |
| Anzahl            | Partei               | %                  | Anzahl             | %               |                 |
| ----------------- | -------------------- | ------------------ | ------------------ | --------------- | --------------- |
| Wahlberechtigte   | Wahlberechtigte      | 72.549             | 100,0              | 72.549          | 100,0           |
| Wähler            | Wähler               | 49.699             | 68,5               | 49.699          | 68,5            |
| Ungültige Stimmen | Ungültige Stimmen    | 1.648              | 3,3                | 1.354           | 2,7             |
| Gültige Stimmen   | Gültige Stimmen      | 48.051             | 100,0              | 48.345          | 100,0           |
| davon             |                      |                    |                    |                 |                 |
| Mark Weinmeister  | CDU                  | 18.598             | 38,7               | 18.328          | 37,9            |
| Günter Rudolph    | SPD                  | 22.014             | 45,8               | 20.633          | 42,7            |
| Delf Schnappauf   | GRÜNE                | 2.701              | 5,6                | 3.446           | 7,1             |
| Dieter Posch      | FDP                  | 4.738              | 9,9                | 4.368           | 9,0             |
|                   | REP                  | –                  | –                  | 476             | 1,0             |
|                   | Die Tierschutzpartei | –                  | –                  | 356             | 0,7             |
|                   | DIE FRAUEN           | –                  | –                  | 176             | 0,4             |
|                   | PBC                  | –                  | –                  | 80              | 0,2             |
|                   | DKP                  | –                  | –                  | 87              | 0,2             |
|                   | ödp                  | –                  | –                  | 35              | 0,1             |
|                   | BüSo                 | –                  | –                  | 17              | 0,0             |
|                   | FAG Hessen           | –                  | –                  | 32              | 0,1             |
|                   | PSG                  | –                  | –                  | 20              | 0,0             |
|                   | Schill               | –                  | –                  | 291             | 0,6             |

## Wahl 1999
|                   | Partei               | Wahlkreis- stimmen | Wahlkreis- stimmen | Landes- stimmen | Landes- stimmen |
| Anzahl            | Partei               | %                  | Anzahl             | %               |                 |
| ----------------- | -------------------- | ------------------ | ------------------ | --------------- | --------------- |
| Wahlberechtigte   | Wahlberechtigte      | 72.232             | 100,0              | 72.232          | 100,0           |
| Wähler            | Wähler               | 52.941             | 73,3               | 52.941          | 73,3            |
| Ungültige Stimmen | Ungültige Stimmen    | 886                | 1,7                | 779             | 1,5             |
| Gültige Stimmen   | Gültige Stimmen      | 52.055             | 100,0              | 52.162          | 100,0           |
| davon             |                      |                    |                    |                 |                 |
| Mark Weinmeister  | CDU                  | 16.777             | 32,2               | 16.477          | 31,6            |
| Günter Rudolph    | SPD                  | 29.193             | 56,1               | 28.507          | 54,7            |
| Herbert Reeh      | GRÜNE                | 2.288              | 4,4                | 2.442           | 4,7             |
| Dieter Posch      | F.D.P.               | 2.728              | 5,2                | 2.880           | 5,5             |
| Udo Vonholdt      | REP                  | 1.069              | 2,1                | 934             | 1,8             |
|                   | Die Tierschutzpartei | –                  | –                  | 260             | 0,5             |
|                   | DIE FRAUEN           | –                  | –                  | 114             | 0,2             |
|                   | PASS                 | –                  | –                  | 21              | 0,0             |
|                   | DKP                  | –                  | –                  | 66              | 0,1             |
|                   | BüSo                 | –                  | –                  | 2               | 0,0             |
|                   | FWG                  | –                  | –                  | 222             | 0,4             |
|                   | PBC                  | –                  | –                  | 37              | 0,1             |
|                   | DHP                  | –                  | –                  | 5               | 0,0             |
|                   | NATURGESETZ          | –                  | –                  | 30              | 0,1             |
|                   | ödp                  | –                  | –                  | 19              | 0,0             |
|                   | NPD                  | –                  | –                  | 59              | 0,1             |
|                   | BFB-Die Offensive    | –                  | –                  | 87              | 0,2             |

## Wahl 1995
|                   | Partei            | Wahlkreis- stimmen | Wahlkreis- stimmen | Landes- stimmen | Landes- stimmen |
| Anzahl            | Partei            | %                  | Anzahl             | %               |                 |
| ----------------- | ----------------- | ------------------ | ------------------ | --------------- | --------------- |
| Wahlberechtigte   | Wahlberechtigte   | 71.128             | 100,0              | 71.128          | 100,0           |
| Wähler            | Wähler            | 54.359             | 76,4               | 54.359          | 76,4            |
| Ungültige Stimmen | Ungültige Stimmen | 1.463              | 2,7                | 1.311           | 2,4             |
| Gültige Stimmen   | Gültige Stimmen   | 52.896             | 100,0              | 53.048          | 100,0           |
| davon             |                   |                    |                    |                 |                 |
| Günter Rudolph    | SPD               | 28.358             | 53,6               | 27.363          | 51,6            |
| Bernd Pfeiffer    | CDU               | 15.931             | 30,1               | 15.253          | 28,8            |
| Jürgen Blutte     | GRÜNE             | 4.141              | 7,8                | 4.564           | 8,6             |
| Dieter Posch      | F.D.P.            | 3.778              | 7,1                | 4.453           | 8,4             |
|                   | ÖDP               | –                  | –                  | 69              | 0,1             |
| Marian Franke     | GRAUE             | 500                | 0,9                | 313             | 0,6             |
|                   | REP               | –                  | –                  | 542             | 1,0             |
|                   | Solidarität       | –                  | –                  | 4               | 0,0             |
|                   | APD               | –                  | –                  | 114             | 0,2             |
|                   | DKP               | –                  | –                  | 32              | 0,1             |
|                   | NPD               | –                  | –                  | 43              | 0,1             |
|                   | DHP               | –                  | –                  | 12              | 0,0             |
|                   | f.NEP             | –                  | –                  | 24              | 0,0             |
|                   | NATURGESETZ       | –                  | –                  | 47              | 0,1             |
|                   | BFB               | –                  | –                  | 31              | 0,1             |
|                   | PBC               | –                  | –                  | 67              | 0,1             |
| Wolfgang Bickel   | STATT Partei      | 188                | 0,4                | 117             | 0,2             |

## Wahl 1991
|                   | Partei            | Wahlkreis- stimmen | Wahlkreis- stimmen | Landes- stimmen | Landes- stimmen |
| Anzahl            | Partei            | %                  | Anzahl             | %               |                 |
| ----------------- | ----------------- | ------------------ | ------------------ | --------------- | --------------- |
| Wahlberechtigte   | Wahlberechtigte   | 69.909             | 100,0              | 69.909          | 100,0           |
| Wähler            | Wähler            | 56.571             | 80,9               | 56.571          | 80,9            |
| Ungültige Stimmen | Ungültige Stimmen | 1.153              | 2,0                | 1.127           | 2,0             |
| Gültige Stimmen   | Gültige Stimmen   | 55.418             | 100,0              | 55.444          | 100,0           |
| davon             |                   |                    |                    |                 |                 |
| Bernd Siebert     | CDU               | 16.299             | 29,4               | 16.227          | 29,3            |
| Willi Rausch      | SPD               | 31.771             | 57,3               | 30.332          | 54,7            |
| Margitta Ulbricht | GRÜNE             | 2.765              | 5,0                | 3.438           | 6,2             |
| Dieter Posch      | F.D.P.            | 4.583              | 8,3                | 4.597           | 8,3             |
|                   | REP               | –                  | –                  | 530             | 1,0             |
|                   | DIE GRAUEN        | –                  | –                  | 167             | 0,3             |
|                   | ÖDP               | –                  | –                  | 76              | 0,1             |
|                   | PBC               | –                  | –                  | 77              | 0,1             |

## Wahl 1987
|                   | Partei            | Anzahl | %     |
| ----------------- | ----------------- | ------ | ----- |
| Wahlberechtigte   | Wahlberechtigte   | 68.519 | 100,0 |
| Wähler            | Wähler            | 60.146 | 87,8  |
| Ungültige Stimmen | Ungültige Stimmen | 470    | 0,8   |
| Gültige Stimmen   | Gültige Stimmen   | 59.676 | 100,0 |
| davon             |                   |        |       |
| Willi Rausch      | SPD               | 32.416 | 54,3  |
| Willi-Hans Werner | CDU               | 17.831 | 29,9  |
| Dieter Posch      | F.D.P.            | 5.066  | 8,5   |
| Hartmut Schaad    | GRÜNE             | 4.207  | 7,0   |
| Heinz Schneider   | DKP               | 156    | 0,3   |

## Wahl 1983
|                         | Partei            | Anzahl | %     |
| ----------------------- | ----------------- | ------ | ----- |
| Wahlberechtigte         | Wahlberechtigte   | 67.232 | 100,0 |
| Wähler                  | Wähler            | 60.787 | 90,4  |
| Ungültige Stimmen       | Ungültige Stimmen | 466    | 0,8   |
| Gültige Stimmen         | Gültige Stimmen   | 60.321 | 100,0 |
| davon                   |                   |        |       |
| Reinhold Koch           | CDU               | 18.423 | 30,5  |
| Radko Stöckl            | SPD               | 34.217 | 56,7  |
| Jörg Warlich            | GRÜNE             | 2.687  | 4,5   |
| Heinrich-Wilhelm Iffert | F.D.P.            | 4.680  | 7,8   |
| Gerhardt Just           | DKP               | 120    | 0,2   |
| Susanne Brandt          | LD                | 194    | 0,3   |

## Bisherige Wahlkreissieger
Direkt gewählte Abgeordnete des Wahlkreises Schwalm-Eder I waren:
| Jahr | Direktkandidat | Partei | Stimmen in % |
| ---- | -------------- | ------ | ------------ |
| 2023 | Dominik Leyh   | CDU    | 27,3         |
| 2018 | Günter Rudolph | SPD    | 32,8         |
| 2013 | Günter Rudolph | SPD    | 45,5         |
| 2009 | Günter Rudolph | SPD    | 41,0         |
| 2008 | Günter Rudolph | SPD    | 47,8         |
| 2003 | Günter Rudolph | SPD    | 45,8         |
| 1999 | Günter Rudolph | SPD    | 56,1         |
| 1995 | Günter Rudolph | SPD    | 53,6         |
| 1991 | Willi Rausch   | SPD    | 57,3         |
| 1987 | Willi Rausch   | SPD    | 54,3         |
| 1983 | Radko Stöckl   | SPD    | 56,7         |